# Sanjay Shah
Sanjay Shah (født 11. september 1970 i London, England) er en britisk-indisk svindler og bosiddende i Dubai. Han var stifter af det nu nedlagte investeringsselskab Solo Capital, samt den velgørende organisation Autism Rocks.
Shah påbegyndte oprindeligt medicinstudiet, men skiftede efterfølgende karrierevej for at forfølge et liv i finansverdenen, og stiftede investeringsselskabet Solo Capital i 2008.

## Mistanke om skattesvindel
Sanjay Shah undersøges af danske anklagere som hovedmistænkt i en sag omhandlende skattesvindel på bekostning af den danske stat for et beløb på 12,7 milliarder kroner. Bedrageriet skal angiveligt være foregået i årene 2012 til 2015 og er danmarkshistoriens hidtil største af sin art. Shah er ligeledes hovedmistænkt i lignende sager om skattesnyd, omhandlende beløb på mere end 200 millioner euros og 580.000 norske kroner i henholdsvis Belgien og Norge. Udbetalinger af yderligere beløb på 300 millioner i Belgien og 350 millioner norske kroner blev blev kun bremset i de to lande på foranledning af advarsler fra de danske myndigheder. Ud over disse lande undersøges han af Tyskland og Storbritannien gennem det Europæiske organ Eurojust, og United States Department of the Treasury, da det mistænkes, at en del af pengene er blevet kanaliseret gennem amerikanske pensionskasser. Shahs London-baserede hedgefond Solo Capital blev lukket i 2016 under efterforskningen fra de danske myndigheder, imens hans bopæl og kontorer i London undergik razziaer af det britiske National Crime Agency, ligesom Varengold Bank (medejet af Shah) fik foretaget razzia af de tyske myndigheder. Pr. december 2016 er beløb på ca 300 millioner euro blevet beslaglagt af det danske politi i samarbejde med udenlandske politistyrker. Sanjay Shah blev undersøgt med henblik på sagen fra 2015, og i 2017 blev to medmistænkte også sigtet af de danske myndigheder. 
Shah er for nuværende bosat i Dubai, der ikke har udleveringsaftaler med Danmark, hvorfor en udlevering fra emiraten rent juridisk kan vise sig vanskelig. Sanjay Shah fastholder sin uskyld i alle anklager.
Sanjay Shah fastholder i oktober 2020 i et interview med Dagbladet Børsen sin juridiske uskyld, idet han blot hævder at have benyttet sig af et lovligt smuthul i lovgivningen, men stiller sig åben over for at kunne møde op i Danmark og eventuelt afsone en hurtig fængselsdom på fire år:
| Citat | Jeg vil sidde i fængselscellen og kan ikke drikke eller ryge. Jeg vil kunne dyrke motion hver dag. Det vil sikkert forlænge mit liv med tre år, så for mig vil den tid ikke koste noget [...] Cellerne har mikrobølgeovn, tv, køleskab og en Playstation, så de sagde, "hvor slemt kan det egentlig være". | Citat |
|       | |       |

3. juni 2022 oplyste det danske justitsministerium, at tiltalte Sanjay Shah efter aftale med De Forenede Arabiske Emirater var blevet anholdt i Dubai med henblik på udlevering til strafforfølgelse i Danmark ved Retten i Glostrup.

## I medierne
Radio24syvs journalist Kim Bach producerede i sommeren/efteråret 2018 en række programmer under titlen Skaf mig Sanjay Shah!, med undertitlen "Nu går den vilde skattejagt", hvori der berettes om journalistens tur til Dubai i et forsøg på opklaring af anklagen mod Sanjay Shah.

## Filantropiske aktiviteter
Shahs yngste søn, Nikhil, blev i 2011 diagnosticeret med autisme. Efter i mange år at have arbejdet med terapeuter og medicinske eksperter, besluttede Sanjay at gøre noget for at skabe opmærksomhed omkring autisme, og grundlagde i 2014 derfor den godgørende organisation Autism Rocks. Autism Rocks foranstalter musikalske events verden over for at rejse midler til velgørenhed og for at skabe opmærksomhed omkring autisme.

## Anholdelse
Den 31. maj 2022 blev Sanjay Shah anholdt af politiet i Dubai.